# Severino Bottero
Severino Bottero (* 29. August 1957 in Limone Piemonte; † 2. Januar 2006 in Sallanches) war ein italienischer Ski-Alpin-Trainer. Insbesondere war er Trainer des französischen Teams für Riesenslalom.

## Biografie
Bottero war von 1994 bis 1996 Trainer der «Squadra A femminile di gigante» beim italienischen Skiverband und hauptverantwortlich für die Erfolge von Sabina Panzanini. Von 1996 bis 1999 war er Riesenslalom-Trainer von Frankreichs Damen (Leila Piccard), späterhin übernahm er diese Funktion beim Männer-Team.
Joël Chenal und Frédéric Covili führte er an die Weltspitze. Covili holte bei den Weltmeisterschaften 2001 in St. Anton (Österreich) – für die damaligen Verhältnisse in der Weltspitze überraschend – die Bronzemedaille im Riesenslalom hinter Michael von Grünigen (Schweiz) und Kjetil André Aamodt (Norwegen) und wurde in der Saison 2001/02 erstmals wieder seit Patrick Russel 1971 französischer Disziplin-Sieger im Riesenslalom. 
Zwischen 2003 und 2005 trainierte er das italienische Riesenslalom-Team mit Massimiliano Blardone und Davide Simoncelli und schaffte es, fünf Athleten in kürzester Zeit in die erste Startgruppe zu bringen. Im italienischen Verband gab es finanzielle Probleme, worauf Bottero im Mai 2005 wieder zum französischen Skiverband zurückkehrte.
Severino Bottero war, von Piemont aus, wo er die Weihnachtstage mit seiner Frau und seiner Tochter verbrachte, auf dem Weg in ein Trainingslager in Bernex gewesen, um sich mit seiner Mannschaft auf die Olympischen Spiele 2006 in Turin vorzubereiten. Nach Angaben der Polizei geriet Botteros Auto auf der vereisten Fahrbahn ins Schleudern, kam von der Fahrbahn ab und überschlug sich mehrmals. Bottero war auf der Stelle tot.
Die französische Mannschaft trat bei den darauf folgenden Wettbewerben (am 7. und 8. Januar 2006 in Adelboden) mit Trauerflor an.

## Zitate zu seinem Tod
„Pour le ski français, sa disparition est un drame, une catastrophe“, erklärte Gérard Rougier, der Technische Direktor des französischen Skiverbandes.